# وليد الصمعاني
وليد بن محمد بن صالح الصمعاني 1398هـ، وزير العدل في السعودية، أصبح وزيرًا للعدل ضمن أول تشكيل لمجلس الوزراء بعد تولي خادم الحرمين الشريفين الملك سلمان بن عبد العزيز الحكم في 3 ربيع الأول 1436هـ الموافق 23 يناير 2015م، وكان قبل ذلك مستشارًا في ديوان الملك سلمان عندما كان ولياً للعهد اعتبارًا من 1 رمضان 1434هـ. كما عمل قاضيًا في ديوان المظالم (القضاء الإداري) بعد إنهاء تعليمه.

## النشأة
نشأ الصمعاني في مدينة الرياض وترعرع مع والديه وإخوته، حيث أنهى في العاصمة السعودية مراحل التعليم العام.

## التعليم والثقافة
اهتم وليد في طفولته وشبابه المبكر بالقراءة الواسعة، حيث كان يميل إلى فنون الأدب والفقه وكتب التاريخ والفكر والإعلام ويقرأ فيها كثيراً، كما كان ينشط في الفعاليات الثقافيّة الصيفيّة وبرز في مجال المسابقات العلمية. وقد نال درجة البكالوريوس في الشريعة من كلية الشريعة بجامعة الإمام محمد بن سعود الإسلاميّة في العاصمة الرياض، للعام الجامعي 1420 هـ - 1421هـ، بتقدير ممتاز. ورُشح بعدها معيدًا بقسم الفقه في كلية الشريعة بالرياض، ثم أنهى السنة التمهيدية للماجستير في الكليّة بتقدير ممتاز. وحصل على الماجستير (الثاني) من شعبة الأنظمة في قسم السياسة الشرعية بالمعهد العالي للقضاء التابع لجامعة الإمام محمد بن سعود الإسلاميّة بتقدير ممتاز كذلك، وكان بحث التخرج بعنوان «تنفيذ الأحكام الإدارية». كما حصل الصمعاني على الدكتوراه في القانون المقارن مع مرتبة الشرف الأولى من شعبة الأنظمة في قسم السياسة الشرعيّة بالمعهد العالي للقضاء التابع لجامعة الإمام محمد بن سعود الإسلاميّة، وكانت الرسالة بعنوان «السلطة التقديريّة للقاضي الإداري - دراسة تأصيليّة تطبيقيّة مقارنة»، وأوصت لجنة المناقشة بطباعة الرسالة وتداولها بين الجامعات والجهات القضائية في الداخل والخارج.

## المسيرة المهنية
- التحق الصمعاني بالسلك القضائي بديوان المظالم بتاريخ 27 صفر 1422 هـ، وعمل قاضياً في القضاء الإداري والتأديبي والجزائي والتجاري بديوان المظالم، ورأس عدداً من الدوائر القضائية بديوان المظالم، وعمل عضواً في مكتب الشؤون الفنية بديوان المظالم؛ والذي يختص بإبداء الرأي وإعداد البحوث والدراسات وتصنيف الأحكام والمبادئ القضائية، واختير عضواً في لجنة التدريب والتطوير بديوان المظالم، وشُكّل ضمن فريق العمل المشرف على الأرشفة الإلكترونية للأحكام القضائية بالديوان، كما وعمل أمينا لهيئة التدقيق مجتمعة التي تختص بإرساء المبادئ القضائية.
- مثّل ديوان المظالم في الكثير من اللجان المشكلة في هيئة الخبراء بمجلس الوزراء لدراسة مشاريع الأنظمة وتعديلها، والكثير من الدراسات القانونية الأخرى، ومنها اللجنة المشكلة بهيئة الخبراء بمجلس الوزراء، المعنية بمراجعة الأنظمة القضائية، منذ عام 1428 هـ وحتى عام 1434هـ.
- كُلف الصمعاني بالعمل مستشاراً قانونياً في ديوان الملك سلمان بن عبد العزيز (عندما كان ولياً للعهد) اعتباراً من 1 رمضان 1434هـ، وشارك في الكثير من ورش العمل المتعلقة بالجانب القضائي والنظامي.
- تقلد منصبه كوزير للعدل في 9 ربيع الآخر 1436 هـ، إذ صدر الأمر الملكي بتعيينه، ضمن أول تشكيلة لمجلس الوزراء السعودي بعد تولي الملك سلمان بن عبد العزيز حكم بلاده، خلفاً للملك عبد الله بن عبد العزيز، ولا يزال على رأس العمل حتى الآن.

### مهام أخرى
أُسند إلى الدكتور وليد الصمعاني مهاماً أخرى ذات علاقة بحقيبة وزارة العدل، أبرزها:
- رئاسة المجلس الأعلى للقضاء.
- عضوية مجلس الاقتصاد والتنمية.
- رئاسة مجلس إدارة صندوق النفقة.
- رئاسة مجلس إدارة مركز الإسناد والتصفية.
- رئاسة مجلس إدارة الهيئة السعودية للمحامين.

### أعماله في وزارة العدل
أحدث الصمعاني نقلة نوعية في وزارة العدل، تتمثل في:
1. إكمال منظومة القضاء المتخصص
2. تفعيل نظام القضاء بالمرافعة أمام محكمة الاستئناف
3. تفعيل الاعتراض أمام المحكمة العليا بطريق النقض
4. التهيئة والتجهيز لقضاء الإفلاس
5. إطلاق مشروع توثيق الجلسات القضائية بالصوت والصورة انطلاقاً من مبدأ علانية الجلسات
6. إقرار "المحكمة النموذجية" لتطوير العمل القضائي في المحاكم
7. افتتاح المحاكم التجارية بتاريخ 26 محرم 1439 هـ - 16 أكتوبر 2017 م
8. افتتاح المحاكم العمالية بتاريخ 17 ربيع الأول 1440 هـ الموافق 25 نوفمبر 2018م
9. تطبيق مشروع محكمة بلا ورق
10. تفعيل الضبط والصك الإلكتروني
11. أصدر تعميماً ينص على أنه لا عقوبة للشبهة، إما إدانة أو براءة
12. تفعيل التبليغ الإلكتروني
13. إطلاق التحول الرقمي للتنفيذ
14. خدمة السداد الإلكتروني في تنفيذ الأحكام
15. إشراك القطاع الخاص في تقديم خدمات التنفيذ
16. اعتماد سندات تنفيذية جديدة كعقود الإيجار ومحاضر الصلح
17. توفير مراكز متخصصة للتيسير على المستفيدين في تنفيذ أحكام الحضانة والرؤية والزيارة
18. التحول الرقمي في إجراءات التوثيق
19. مبادرة رقمنة الثروة العقارية
20. إشراك القطاع الخاص في خدمات التوثيق
21. إلغاء الاختصاص المكاني في كتابات العدل
22. منح الترخيص للمرأة كموثقة للمرة الأولى في تاريخ العدل
23. إطلاق بوابة ناجز الإلكترونية للتواصل الموحد والفعال
24. إطلاق مركز ناجز للخدمات العدلية
25. إطلاق مبادرة قيم لتعزيز رضا المستفيدين
26. إطلاق العقد الإلكتروني للزواج
27. تأسيس صندوق النفقة
28. فتح مجالات لعمل المرأة في وزارة العدل للمرة الأولى
29. المساهمة في رفع تصنيف المملكة في مؤشرات البنك والتنافسية العالمية
30. تأسيس مركز العمليات العدلي لدعم منظومة العمل وتحقيق الجودة
31. إطلاق دبلوم المحاماة ومنح التراخيص للمتدربين
32. إطلاق مبادرة النشر والتوعية باللغة الإنجليزية وفتح قنوات التواصل الاجتماعي مع الجمهور
33. أقر قواعد العمل الجديدة في مكاتب المصالحة وإجراءاته
34. استحداث جوائز للقضاة لتشجيع الابتكار والاثراء المعرفي

## الدراسات والبحوث
أجرى الصمعاني عددًا من الدراسات والبحوث في مختلف المجالات، أبرزها كان على النحو التالي:
- كتاب «السلطة التقديريّة للقاضي الإداري - دراسة تأصيليّة تطبيقيّة مقارنة». دار الميمان للنشر والتوزيع. 2015 في مجلدان.
- الاشتراك في إعداد اتفاقية التطوير المشترك، الموقعة بين ديوان المظالم وجامعة الإمام محمد بن سعود الإسلامية.
- الاشتراك في إعداد ودراسة مشروع اللوائح المتعلقة بالشؤون الوظيفية للقضاة، في ديوان المظالم وفي المجلس الأعلى للقضاء.
- تقديم رؤية في المناهج الأكاديمية للمعهد العالي للقضاء بجامعة الإمام محمد بن سعود الإسلامية.
- الاشتراك في دراسة المعايير الأكاديمية لبرامج الشريعة في الجامعات السعودية.
- إعداد المحاور العلمية للعديد من البرامج التدريبية وورش العمل، ومنها: برنامج صياغة الأحكام القضائية، وبرنامج إعداد معاوني القضاة، والدبلوم التأسيسي لقضاة بديوان المظالم، وغيرها.
- دراسة مدى مناسبة إنشاء هيئة لقضايا الدولة في المملكة.
- دراسة أوجه التعاون بين ديوان المظالم ووزارة العدل بجمهورية مصر العربية.

## المشاركات العلمية
شارك في العديد من الندوات والملتقيات والبرامج التدريبية داخل المملكة وخارجها، ومنها:
- ندوة المشروعية والقضاء الإداري، بالرياض.
- برنامج القضاء التأديبي، بتونس.
- برنامج صناعة القرارات وحل المشكلات، بلبنان.
- مؤتمر نظم الوثائق الإلكترونية والأرشفة، بالولايات المتحدة الأمريكية
- مؤتمر مراكش في المملكة المغربية حول «العدالة والاستثمار: الرهانات والتحديات»

| سبقه محمد بن عبد الكريم العيسى | وزير العدل السعودي 1436هـ - حتى الآن | تبعه لا يوجد |